# Google Now
Google Now é um assistente pessoal inteligente, disponível para o sistema operacional Android. Uma extensão do aplicativo Google Search, com uma interface de linguagem natural, para responder perguntas, fazer recomendações, e agir, delegando pedidos a um conjunto de serviços na web, atualmente o Google Assistente dissolve a inteligência e fala. O software fornece informações passivamente, que prevê o que determinado usuário vai precisar, com base em seus hábitos de navegação. Foi incluída, pela primeira vez, no Android 4.1 ("Jelly Bean") e apoiado pelo smartphone Galaxy Nexus. A revista norte-americana Popular Science considerou o aplicativo como "Inovação do Ano" em 2012. O Google Now também pode ser utilizado por usuários do Chrome e IOS.

## Funcionalidade
O Google Now é implementado como um aspecto do Google Search. Reconhece ações repetidas de um usuário e executa no dispositivo (locais comuns, agendar compromissos periódicos, consultas de pesquisa, etc.) por meio de "cartões". O sistema explora o projeto de conhecimento gráfico, utilizado para montar resultados de pesquisas mais detalhadas, analisando o seu significado e conexões.